# Podwierzbie (przystanek kolejowy)
Podwierzbie – przystanek kolejowy w Podwierzbiu, w województwie mazowieckim, w Polsce. Znajduje się tu 1 peron.

## Ruch pasażerski
| Rok  | Wymiana pasażerska na dobę |
| ---- | -------------------------- |
| 2017 | –                          |
| 2022 | 0-9                        |

Kursują tam tylko pociągi osobowe Arriva RP w relacji Toruń-Sierpc-Toruń